# Kostel svatého Filipa a Jakuba (Slavče)
Kostel svatého Filipa a Jakuba ve Slavči je filiální kostel římskokatolické farnosti Trhové Sviny a kulturní památka České republiky. Součástí této kulturní památky je i kovová branka v oplocení areálu kostela. Vlastní oplocení památkově chráněné není.
Kostel byl postaven v letech 1903 až 1906, a to v novogotickém stylu. Vysvěcen byl dne 17. června 1906; světitelem byl českobudějovický biskup Martin Josef Říha. Z počátku 20. století též pochází vnitřní vybavení kostela. Varhany pocházejí z roku 1914, zvony z roku 1968. V roce 2006 byl kostel opraven.